# Margareta Leemans
Margareta Leemans (Deurne, 8 juni 1933 – Antwerpen, 10 augustus 2021), gekend als mevrouw Leemans, was een Belgisch onderneemster. Ze startte op 52-jarige leeftijd met het bedrijf Leemans Kredieten, gespecialiseerd in persoonlijke leningen en hypothecaire leningen, gekend van de slogan Lenen bij Mevrouw Leemans is lenen bij een vriendin.
Leemans overleed in augustus 2021. Op dat moment was ze niet meer betrokken bij het bedrijf. Haar gezicht en naam werden nog wel gebruikt bij de marketing.